# Ole Bull
 Ikke at forveksle med lægen Ole Bornemann Bull.
Ole Bornemann Bull (født 5. februar 1810 i Bergen, død 17. august 1880 på Lysøen ved Bergen) var en verdensberømt norsk violinist og komponist, som havde stor andel i opbygningen af en national norsk bevidsthed efter Norges adskillelse fra Danmark i 1814.

## Personen
Ole Bull blev født i Svaneapoteket bygning i Bergen, hvor hans far var apoteker. Allerede som tiårig var Bull en glimrende violinist. Som 20-årig blev han regnet for en af Europas store virtuoser, og da han var mellem 30 og 40 år, befandt han sig hver vinter på koncertrejse i Nordamerika. Under en af koncertrejserne i USA købte Ole Bull et større landområde i Pennsylvania, hvor han planlagde en større koloni for skandinaviske immigranter. Kolonien opkaldte han efter sig selv - Oleana.
Han opfandt en teknik, så han kunne spille 4-stemmigt på sin violin: "Naar det kommer ud, vil det haaber jeg vække endeel Sensation, da det udentvivl er det sværeste som nogensinde har været skrevet for Violin, og da Violinen ikke besidder meer end 4 Strænge, vil man vel lade det staae med Qvartetten."
Han blev en kendt personlighed over hele den vestlige verden. Robert Schumann, Mark Twain, Henry Wadsworth Longfellow, William Makepeace Thackeray og George Bernard Shaw var alle beundrere af Ole Bull. Han var ven af Franz Liszt og mentor for Edvard Grieg, og han kendte Bjørnstjerne Bjørnson godt. George Sand brugte Ole Bull som model for romanen Malgrè tout, og Henrik Ibsen digtede mange af hans egenskaber ind i eventyrpersonen Peer Gynt.
I 1831 mødte Ole Bull en hardangerfele-spiller kaldet Myllarguten (= Møllerdrengen), og der opstod et nært venskab mellem de to. Konsekvensen var, at Bull lærte sig at spille hardingfele og optrådte i udlandet med slåtter han havde lært af Myllarguten og andre spillemænd. Desuden benyttede han spillemændenes melodier direkte eller som inspiration til sin egen musik. I efteråret 1848 spillede Ole Bull på hardingfele i Det norske Studentersamfund, og snart efter blev han anmodet om at bringe en bygdespillemand til Christiania. Resultatet af dette blev en koncert d. 15. februar 1849, hvor Myllarguten optrådte sammen med Ole Bull foran 1.500 borgere i hovedstaden. Dette var nationalromantikkens gennembrud i Norge.
I 1850 grundlagde Bull det første norske teater; men musikken lå hans hjerte nærmest. Hans koncerter i Europa og USA var umådeligt populære, og kvinder dånede når den stoute, høje og vistnok meget charmerende nordmand stod på scenen. Han kunne tage omtrent hvad han ville i entré, folk kom for at høre ham alligevel. Han var i Rusland fire gange og fik et særlig nært forhold til den danske kejserinde Dagmar, og i 1860'erne blev tyve af tsarens hofdamer sat til at brodere ham et tæppe, som i dag befinder sig i huset, han lod bygge på Lysøen. Det blev sagt, at Bull var en kæmpe, 115 cm over brystet og 62 cm omkring livet. Senere har Arve Tellefsen prøvet en af Bulls jakker; han tvivlede stærkt på, at de mål var korrekte. 

## Musikken
Ole Bull komponerede ca. 70 værker, mest korte stykker – bl.a. Recuerdos de Habana, Et Sæterbesøg, Sæterjentens søndag, I ensomme stunde, Polacca Guerriera og en violinkoncert. Han havde for vane ikke at skrive sin musik ned i noder, for han havde det hele i hovedet. Derfor findes der kun få af hans kompositioner bevaret i dag.

## Boliger
Hans hjem på Lysøen udenfor Bergen er i dag et museum.  Fra barndommens sommerferier af var han stærkt knyttet til familiens ejendom - en gammel fogedgård fra 1600-tallet - på Valestrand på Osterøy lige nord for Bergen. Fra 1850 til 1870'erne opholdt han sig på Valestrand hver sommer. Begge bygninger er i dag fredet.